# Kamil Mikulčík

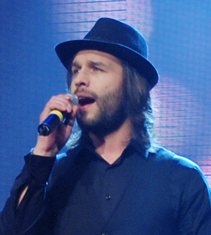
Kamil Mikulčík (2011)

Kamil Mikulčík (* 18. November 1977 in Tyrnau) ist ein slowakischer Sänger.

## Leben und Wirken
Er studierte an der VŠMU, der Akademie der darstellenden Künste in Pressburg im Bereich Theater, danach betätigte er sich als Radio-Moderator und Theaterschauspieler. Seit 2004 singt Kamil Mikulčík in der Stimmlage Bass  bei der slowakischen A-cappella-Gruppe Fragile. Mit dieser Band hatte er bereits mehrere Alben veröffentlicht.
Im Jahr 2009 vertrat er sein Land beim Eurovision Song Contest zusammen mit der Sängerin Nela Pocisková. Die beiden waren die ersten Teilnehmer für die Slowakei seit 1998. Ihre Ballade Leť tmou (dt.: Durch die Dunkelheit fliegen) schied aber im zweiten Halbfinale aus.